# Debza
 (mars 2022).
Si vous disposez d'ouvrages ou d'articles de référence ou si vous connaissez des sites web de qualité traitant du thème abordé ici, merci de compléter l'article en donnant les références utiles à sa vérifiabilité et en les liant à la section « Notes et références ».
Debza est une troupe de théâtre engagée d’obédience marxiste-léniniste créée en 1979 par un groupe d’étudiants d'Alger. Elle dérive de l’association Action Culturelle des Travailleurs du dramaturge Kateb Yacine.

## Historique
Le nom Debza (le poing) fut proposé par Djamel Zenati, l'un des fondateurs du groupe avec Salim Bensedira, Abdelatif Bounab (dit Titif), Mustapha Bacha, Rabah Belaouane, Omar zeggane, Meziane Ourad, Malek Kara avant d’être rejoints par Youcef Aït Ouchellouche, Tahar Moussaoui, Merzouk Hemiane, Hacene ferrat, Ali Ihaddadden, Saïda, Samia, Mourad Belouchrani, Hakima, Djaffar Benmesbah, Idir Ben Younes, Bensmicha, , Mahmoud Rachedi, Djamila, Saïd Hayoune, Hakim, Akli Ourad, Rachid Talbi, Salah Taybi, Younes Ould Younes, Abdelkrim Ghezali,Rachid Djellouli...
Très vite, la troupe va connaître des divergences d’opinions. Après le retrait de Mustapha Bacha et de Djamel Zenati, d’autres militants de la gauche révolutionnaire issus des organisations GCR (groupement communiste révolutionnaire) et de l’ORT (Organisation révolutionnaire des travailleurs) Mahmoud Rachedi, Redouane Osmane, Djamila El Kadi, Abdelkrim Ghezali et Salah Taybi quitteront l’équipe. 
Sur le plan culturel la troupe Debza revendiquait la reconnaissance des langues opprimées, le tamazight et aussi l'algérien qu’elle jugeait dérivée du berbère et non de l’arabe classique. La troupe avait dès sa naissance tranché avec la religion sur le fond d’un athéisme militant. Durant la décennie 1980 elle fut la cheville ouvrière de toute la gauche indépendante. Elle fait son apparition sur la scène politique en 1980 avec Sendouq Laàdjeb, une pièce-tract dans laquelle le président Chadli Bendjedid était nommé Bendjelid (l’homme au fouet), puis, se lance dans la chanson engagée et adapte comme hymne « B’ni qsourek » (élève tes palais). « Élève tes palais dans nos contrées avec notre sueur et le travail de nos mains/Construis des mosquées devant les usines et des prisons à la place des jardins/ lâche tes chiens dans les rues et enferme nous dans tes geôles ». Le texte est une adaptation de « Chayed kusourek » du chanteur égyptien Cheikh El Imam.
Les membres de la troupe Debza subiront continuellement des interpellations arbitraires, sept d’entre eux connaîtront la prison en 1980 et en 1981.
Le 31 octobre 1984, en marge des activités culturelles du pouvoir entamées au théâtre national d’Alger, la troupe Debza, soutenue par Kateb Yacine et Ali Zamoum, célèbre à sa manière la journée du 1er novembre, jour du déclenchement de la guerre de libération. Pour la première fois, déclenchée par Hacene Ferrat, Said Hayoun, Djaffar Benmesbah et Hamiane Merzouk, « L'Internationale » est chantée publiquement en Algérie dans les trois langues, tamazight, arabe algérien et français.
La troupe sillonnera les villes et les villages les plus reculés d’Algérie, souvent sans cachet ni rétribution. Elle s’imposera comme l’exemple des causes citoyennes.
Hamiane Merzouk, Rabah Belaouane et Djaffar Benmesbah assumeront la direction de la troupe jusqu’en 1990, date à laquelle ils créeront l’association « Les compagnons de Nedjma » en référence à Kateb Yacine dont l’œuvre avait toujours inspiré le groupe. L'association sera dirigée en premier temps par Zohra Djazouli.
La troupe Debza a à son actif une cinquantaine de chansons en algérien et en kabyle, parmi les plus célèbres : El Hamla, Qu’est ce qu’ils t’ont appris à l’école mon fils', Bab El Oued, Hez Aàyounek, Salima tineslemth, Addu, S’fina, Falestine, Allez-y, Victor Jara, Khaliwna tregue n’foutou, Wach rana n'choufou, El guedafa, Wardjedji.
Six pièces de théâtre ont été jouées par la troupe Debza : Sendouq Laàdjeb, Trégue, El Ma, Amar El Boudjadi', A mine itsradjoun Rebbi (adaptation en tamazightde En attendant Godot de Samuel Beckett, texte de Mohya), L’accusée de Abdelatif Bounab.
La dernière apparition du groupe Debza fut en octobre 1990 dans un gala à la salle Atlas avec Matoub Lounes. À titre individuel, des membres de la troupe DEBZA apporteront leur soutien aux partis démocrates PAGS, RCD, FFS et PST.

## Membres
- Salim Bensedira et Abdelatif Bounab dirigent la coopérative Les compagnons de Nedjma. Ils se produisent en Algérie et en Europe.
- Omar Zeggane, membre fondateur de la ligue algérienne des droits de l'homme, est décédé en juin 2013
- Hemiane Merzouk, journaliste et Rachid Talbi cadre à la banque centrale assurent la continuité de la troupe.
- Amara Benyounès, membre fondateur du RCD, a été ministre de la santé puis des travaux publics. Il est secrétaire général de l'UDR (parti non encore agréé).
- Idir Benyounes, journaliste, est directeur du quotidien La dépêche de Kabylie.
- Meziane Ourad, le premier du groupe à rejoindre la presse, vit à Paris. Il est le correspondant du journal Liberté.
- Djaffar Benmesbah, artiste peintre et journaliste, membre fondateur du RCD, a participé à la commission Issad durant les évènements de Kabylie. Torturé par les éléments du DRS dans son appartement en mai 2002, 1l vit en exil en France.
- Youcef Aït Chellouche, membre fondateur du RCD et membre du premier exécutif occupe un poste stratégique à l'OMS.
- Rabah Belaouane a été élu à l'APC d'Alger centre en tant que tête de liste du RCD. Il sera privé de son siège de président au profit du candidat du RND. Toutefois, Rabah Belahouane rejoindra le RND.
- Beza Bencheikh est directeur de la cité universitaire de Bejaïa.
- Hacene Ferrat, Ali Ihaddaden, Malek Kara et Tahar Moussaoui vivent au Canada.
- Akli Ourad, a quitté Debza en 1985 pour créer sa propre troupe, Dey. Il a continué à être actif dans le théâtre jusqu'en 1993. Il émigre en Angleterre.
- Said Hayoune est fonctionnaire à la daîra d'Amizour.
- Abdelkrim Ghezali a enseigné au lycée de Douéra la langue arabe avant de rejoindre l'Enerim, puis la SNTF. Après les événements d'Octobre 1988, il revient à la presse pour une carrière qui se poursuit à ce jour. Il est actuellement directeur de la rédaction du quotidien la tribune.
- Mahmoud Rechidi, activiste lycéen, juriste de formation, militant dirigeant clandestin, puis membre fondateur, dirigeant et secrétaire général du parti socialiste des travailleurs (PST).
- Rachid djellouli, docteur généraliste au civital et le guitariste de le groupe